# Aarón Galindo
Pour les articles homonymes, voir Galindo (homonymie).
Aarón Galindo Rubio né le 8 mai 1982 à Mexico, est un footballeur international mexicain. Il évolue au poste de défenseur central.
Durant les seize années de sa carrière il joue pour le Cruz Azul FC, au Mexique, Hércules Alicante, en Espagne, le Grasshopper de Zürich, en Suisse, l'Eintracht Francfort, en Allemagne puis il revient au Mexique où il évolue sous les couleurs des Chivas de Guadalajara, du Santos Laguna et du Deportivo Toluca. Il termine sa carrière en Espagne, au CD Toldedo qu'il quitte en 2018 pour prendre sa retraite.

## Carrière en club

### Cruz Azul
Dès son plus jeune âge, le football est devenu son sport de prédilection et, depuis lors, il a décidé de devenir footballeur. Pour atteindre son objectif, il est entré dans les équipes de jeunes de Cruz Azul, à Mexico. C'est avec cette équipe qu'il fait ses débuts professionnels au tournoi d’été 2002, quelques années plus tard. Grâce à son leadership et à sa discipline, il est nommé capitaine de l'équipe, bien qu'il y ait des joueurs plus expérimentés que lui.
Lors de la Coupe des Confédérations de la FIFA 2005, il est suspendu pour dopage, ainsi que son coéquipier Salvador Carmona, les empêchant de participer à quelque tournoi que ce soit pendant un an.

### Hércules Allicante
Il est recruté par Hercules CF de la deuxième division espagnole en 2006, une équipe dans laquelle il n'a pas beaucoup de participation. Il y a des rumeurs selon lesquelles il pourrait aller jouer dans la MLS avec les Chivas USA.

### Grasshoppers Zurich
Il a été signé par le Grasshopper Club Zurich de Suisse et fait ses débuts dans cette ligue le 10 février 2007. Il affronte le FC Zurich, jouant les 90 minutes. À son deuxième match, il réussit à marquer son premier but en championnat contre le FC Thoune.

### Eintracht Francfort
Il joue pour l'Eintracht Francfort de la Bundesliga où il est titulaire, étant le premier Mexicain à faire partie de l'équipe allemande.

### Club Deportivo Guadalajara
À partir de janvier 2019, Aarón Galindo est officiellement transféré au Club Deportivo Guadalajara. Le site web de son ancien club l'officialise. À la fin du tournoi Bicentenario 2010 après avoir reçu plusieurs offres européennes et sans comparaître à la pré-saison avec les Chivas, José Luis Real (en), laisse tomber Aaron Galindo, qui reste une année sans jouer.

### Club Santos Laguna
En juin 2011, il a reçu des offres de la majorité des équipes de l'Ascenso MX, la deuxième division mexicaine, le plus fort est le Club Atlético Irapuato, où il est sur le point de signer, mais le Club Santos Laguna, propose le triple et arrive à la conclusion d’un accord avec le Club Deportivo Guadalajara, faisant de Galindo le deuxième renfort pour l'Apertura 2011.

### Deportivo Toluca
En mai 2013, Santos Laguna n'a plus besoin de ses services et à la demande du technicien José Saturnino Cardozo, il devient le premier renfort des Diables Rouges de Toluca pour l'apertura 2013, la transaction s'élevant à trois millions de dollars.

### Club Deportivo Toledo
En août 2017, Galindo est de retour en Europe où il signe avec le CD Toledo, club de troisième division espagnole. Ce sera sa dernière équipe, en janvier 2019 Galindo annonce sa retraite du football professionnel.

## Équipe nationale
Les performances de Galindo au Cruz Azul FC attirent l’attention de l’entraîneur de l’équipe nationale mexicaine de l’époque, Enrique Meza (en), qui l’appelle quatre fois lors de la Coupe du monde de football des moins de 17 ans 1999 en Nouvelle-Zélande. Pendant ce temps, Javier Aguirre dirige la sélection première mais Galindo n'est pas convoqué.
Ricardo La Volpe convoque aux Jeux olympiques d'Athènes de 2004 et à la Coupe des Confédérations de la FIFA 2005 où Galindo a sa dernière participation dans l'équipe nationale, en disputant les matches contre le Japon et le Brésil avec des victoires pour les Mexicains, la rencontre contre les Sud-Américains est la dernière que Galindo joue avec l’équipe nationale (15 matchs au total).

## Palmarès
- Champion du Mexique (Tournoi de clôture) : 2012